# Eija Hyytiäinen
Eija Marita Hyytiäinen (* 4. Januar 1961 in Saarijärvi, Mittelfinnland) ist eine ehemalige finnische Skilangläuferin.
Ihr internationales Debüt gab Hyytiäinen bei den Olympischen Winterspielen 1984 in Sarajevo. Dort trat sie über die Einzelstrecken 5, 10 und 20 Kilometer sowie mit Pirkko Määttä, Marjo Matikainen und Marja-Liisa Kirvesniemi-Hämäläinen in der Staffel an. In den Einzelrennen erreichte sie die Plätze 19, 25 und 17; im Staffelwettbewerb gewann sie die Bronzemedaille. Dies war ihre einzige internationale Podestplatzierung. Hyytiäinen qualifizierte sich 1987 für die Nordischen Skiweltmeisterschaften und wurde dort im Wettbewerb über 10 Kilometer Zehnte sowie Sechste in der Staffel, zusammen mit Pirkko Määttä, Jaana Savolainen und Marjo Matikainen. 1988 trat sie nochmals bei Olympischen Winterspielen in Calgary an. Dort belegte sie Rang 32 über 20 Kilometer. Ihren letzten internationalen Auftritt hatte Hyytiäinen bei den Nordischen Skiweltmeisterschaften 1989 als sie über 10 Kilometer 13. wurde.
Hyytiäinen ist Landarbeiterin und mit seit 1989 mit dem Skilangläufer Kari Ristanen verheiratet.